# Slag (stød)
 For alternative betydninger, se Slag. (Se også artikler, som begynder med Slag)
En slag er en rettet, kraftfuld fysisk angreb, som kan udføres med enten en del af menneskekroppen, som for eksempel en næve eller en fod, eller med et håndholdt objekt, såsom et våben. Formålet med et slag er at forårsage traume, som for eksempel blå mærker og forstuvninger. Slag bruges ofte til at overmande modstanderen, skabe afstand eller få kontrol i kampsituationer.
Der findes mange forskellige variationer af slag, afhængigt af teknikken og hvad der bruges til at udføre det. Et slag med hånden, der er lukket til en næve, kaldes et slag (ofte også kaldet et "punch" på engelsk). Et slag med fingerspidserne, der rettes mod modstanderens ansigt eller krop, kaldes et jab. Et slag med benet eller foden kaldes et spark, og dette kan variere afhængigt af, om det er et lavt eller højt spark, eller om det er rettet mod modstanderens ben, mave eller hoved. Et slag med hovedet kaldes et hovedstød, og det bruges især i situationer, hvor hænderne er optaget, og der er behov for at skabe et hurtigt, uventet angreb.
Der er også mange andre variationer af slag, som anvendes i kampkunst og kampsport. For eksempel kan nogle kampsport udnytte albuer, knæ, skuldre og endda ryggen til at ramme en modstander. Slag kan også tilpasses forskellige situationer, som for eksempel tæt kamp, når modstanderen er tæt på, eller lang rækkevidde, når der er behov for at angribe på afstand.
At "slå" refererer til gentagne og voldelige slag mod en modstander. Dette kan ofte ses i kampens sidste faser, hvor en kæmper fortsætter med at ramme modstanderen i et forsøg på at afslutte kampen hurtigt. Dette kaldes også ofte en kombination eller combo, især i boksning eller kampsport, hvor spilleren hurtigt udfører flere slag i træk for at overmande modstanderen.

## Brug af slag
Slag er en vigtig og central teknik i mange sportsgrene og kunstformer. Sportsgrene som boksning, savate, karate, Muay Lao, taekwondo og wing chun har alle slag som en af de primære metoder til at angribe og forsvare sig i kampen. I disse sportsgrene er slagene ofte fokuseret på at ramme modstanderen på de mest sårbare steder, som ansigtet, kroppen eller benene, for at opnå et knockout, score point eller skabe et forspring.
I kampsport og moderne selvforsvarstræning anvendes slag ikke kun med hænderne, men også med albuer, knæ, ben og fødder. Det er ofte vigtigt at have teknisk færdighed til at udføre slag korrekt, da en forkert udførelse af et slag kan føre til skade på den, der udfører det. Nogle kampsporter bruger også forskellige dele af kroppen som fingertippen og håndledet i angreb for at udnytte forskellige teknikker.
Der er også sportsgrene, såsom wrestling, hvor der ikke anvendes slag som primære angrebsmetoder. I wrestling er fokuset i stedet på teknikker som grappling, som involverer at fange, kaste og kontrollere modstanderen uden brug af slag. I disse tilfælde bliver manøvrering og positionering vigtigere end de fysiske slag.
Der er også en form for karate kaldet Goju-Ryu, som adskiller sig ved at fokusere på specifikke trykpunkter (led) i benene og armene. Denne tilgang gør det muligt for udøveren at udnytte modstanderens svage punkter og neutralisere deres angreb gennem kontrollerede tryk, i stedet for at stole på kraftfulde slag.
Slaget kan også bruges effektivt i selvforsvar. I selvforsvarstræning lærer folk, hvordan man hurtigt kan bruge slag til at beskytte sig selv mod en angriber. For eksempel kan et hurtigt slag mod angriberens ansigt, hals eller andre vitale områder være nok til at skabe den nødvendige pause til at undslippe eller neutralisere truslen. De rette slag og teknikker kan betyde forskellen mellem at undgå skade og at blive overmandet.

## Hænder og arme
Armslag, eller håndslag, refererer til angreb, der udføres med en del af håndfladen, knogleled, armen, albuen eller skulderen. Det mest almindelige er slag med albuen, hånden, underarmen eller bagsiden af håndleddet. Disse teknikker bruges i mange forskellige kampsportsgrene og selvforsvarssystemer, og de varierer afhængigt af stilen og formålet med angrebet. Armslag kan anvendes til både offensive og defensive handlinger, og de kan kombineres med kast, låse eller kontrollerende greb for at skabe en mere kompleks kampstrategi.

### Åbne håndslag
Åbne håndslag omfatter forskellige teknikker anvendt i kampsport til at angribe eller forsvare sig uden at knytte hånden til en næve. Disse slag kan være effektive til at skabe skade uden at risikere at brække fingre eller knoer, hvilket ofte er en risiko ved knytnæveslag. Den mest kendte af disse teknikker er sandsynligvis det såkaldte "karateslag", som også betegnes som et knivhåndsslag (shuto uchi). Dog findes der mange andre teknikker, som er tilpasset forskellige situationer i kamp.
Nogle af disse teknikker inkluderer:
1. Slag med håndens kant – Dette slag udføres med kanten af hånden, enten den side, der er tættest på lillefingeren, eller den modsatte side. Et knivhåndsslag kan udføres i en lodret, vandret eller skrå bue. Det anvendes ofte til at ramme muskuløse områder såsom underarmen, halsen eller lysken. Knivhåndsslaget er særligt kendt fra karate, hvor det bruges både til angreb og forsvar. I selvforsvarsteknikker kan det anvendes til at afvæbne en modstander eller ramme følsomme områder.
2. Slag med håndens modsatte kant (kant-håndsslag) – Dette slag er vanskeligere at udføre korrekt, da det kræver præcis placering af tomlen for at undgå skader. For at udføre slaget med maksimal kraft holdes håndfladen typisk vendt nedad. Dette betyder, at en person vil angribe modstanderens venstre side med højre knivhånd – eller omvendt. Kant-håndsslag bruges ofte til overraskelsesangreb eller som en hurtig modreaktion i nærkamp.
3. Spydhåndsslag (spydhåndsslag) – Udføres ved at holde fingrene stramt samlet og støde direkte mod et mål af relativt lille diameter, såsom struben. En variation, hvor en eller to fingre bruges, kan anvendes til at angribe trykpunkter og forårsage midlertidig lammelse eller smerte. I mange karatesystemer kaldes denne teknik nukite (貫手). Spydhåndsslaget kræver stor præcision og træning for at være effektivt uden at skade angriberens egne fingre.[6][7][8]
4. Baghåndsslag (haishu uchi) – Dette slag udføres med bagsiden af hånden, ofte i en opadgående bue. Det kan bruges til at slå mod lysken eller ansigtet, afhængigt af situationen. Baghåndsslag ses ofte i kung fu og andre traditionelle kinesiske kampsystemer, hvor bevægelserne ofte er mere flydende og cirkulære.
5. Dobbelthåndsslag mod ørerne – Begge hænder anvendes i en kopformet position til at slå mod modstanderens ører, hvilket potentielt kan beskadige trommehinderne og skabe midlertidig desorientering. Dette angreb er især effektivt i nærkamp og bruges ofte i militære kampsystemer og selvforsvarsteknikker.
6. Håndfladeslag (håndfladeslag) – Dette slag udføres med håndens hæl og anvendes ofte til at ramme kæben, næsen eller maven. Det har en lavere risiko for at skade angriberens egne knoer og kan generere stor kraft. I karate kendes denne teknik også som teishō uchi (底掌打), soko tenohira (底掌) eller tenohira soko uchi (掌底打ち).[9]

En af de største fordele ved et åbent håndslag er muligheden for hurtigt at gribe fat i modstanderen og udføre et opfølgende angreb, såsom et kast eller et træk ind i et nyt slag. Den øgede kontrol, dette giver i forhold til et almindeligt slag, kan opveje den større risiko for skade på hånden eller fingrene.

### Håndflade
Et slag udført med håndfladen kan være både kraftfuldt og skånsomt for angriberens egen krop. Uanset om hånden er helt åben eller fingerspidserne er foldet mod de nederste knoer, rammer et håndfladeslag med den nederste del af håndfladen, hvor hånden møder håndleddet. Hånden holdes vinkelret på håndleddet for at undgå at ramme det bløde væv på indersiden af håndleddet.
Den nederste kant af håndfladen er overraskende solid og kan påføre lige så meget skade som en knytnæve, hvis den bruges korrekt. Nogle studier antyder endda, at et håndfladeslag kan generere mere kraft end et almindeligt slag med næven, samtidig med at risikoen for skade på angriberens egen hånd reduceres betydeligt.
Håndfladeslaget er effektivt, da det kan udføres mere afslappet end et knytnæveslag. Når man knytter næven, forkortes håndleddets ekstensorer, som modarbejder de muskler, der bruges til at bøje håndleddet ved et slag. Mange kampsportsgrene lærer udøvere at holde næven afslappet indtil selve slagets øjeblik for at maksimere hastigheden.
Målområderne for et håndfladeslag er mange, herunder næsen, kæben, ørerne, baghovedet, lysken, nyrerne, tindingerne og maven. Nogle kampsportsgrene, som fx Pancrase, har forbudt slag med knyttet næve, men tillader håndfladeslag.

#### Lussing
Et lussingslag kan udføres med en fast arm. Fra en stående position med venstre hånd oppe i forsvar og højre hånd ved siden, kan man skyde højre arm opad og ramme med underarmen. Den anden hånd skal holdes lavt og kan glide forbi bicepsen på højre arm, hvilket skaber en naturlig bevægelse, hvor man slår mod sin egen biceps undervejs. En lussing kan bruges til at skabe afstand, distrahere en modstander eller som et defensivt træk mod et angreb.

### Knivhånd
Et slag udført med den del af hånden, der er modsat tommelfingeren (fra lillefingeren til håndleddet). Dette er kendt som et karateslag, Shuto eller Tegatana. Det refererer til slag udført med siden af knoerne på lillefingeren og anvendes i mange kampsportsdiscipliner, herunder Karate, Jujutsu, Krav Maga og forskellige kinesiske kampsystemer.
Knivhåndsslag har den fordel, at de kan levere kraftfulde slag uden at skade angriberens knoer, samtidig med at de kan rettes mod vitale områder med høj præcision. En anden fordel ved knivhånden er dens alsidighed: Den kan anvendes i både offensive og defensive teknikker og bruges ofte i kombination med greb og kast.
Velegnede mål for et knivhåndsslag inkluderer:
- Halsens mastoidmuskler, som kan forårsage midlertidig desorientering eller smerte.
- Halsvenen, hvor et velplaceret slag kan føre til øjeblikkelig svækkelse eller besvimelse.
- Struben, som kan forårsage alvorlig skade eller midlertidig kvælning.
- Kravebenene, hvor et hårdt slag kan begrænse en modstanders armbevægelser.
- Den tredje ryghvirvel, en nøgleposition i rygsøjlen, der kan medføre tab af balance.
- Overarmen og håndleddet (anvendt som en blokering mod slag og angreb med våben).
- Albuen (kan bruges som en udvendig knivhåndsblokering mod slag eller greb).
- Knæskallen (bruges ofte i lavt benkast eller kontrolteknikker).

I mange japanske og kinesiske kampsportsformer bruges knivhånden både til at blokere og angribe. Den er især nyttig mod en modstander, der angriber med en kniv eller anden genstand, da en knivhåndsblokering kan aflede angrebet og føre til en kontrolleret kontring.

#### Kant-hånd
Ved at trække tommelfingeren ind i håndfladen dannes en slagflade kaldet en kant-hånd eller omvendt knivhånd, som strækker sig nogle centimeter langs indersiden af hånden under første kno på pegefingeren. Kant-håndsslag udføres ofte med en svingende bevægelse eller en krogbevægelse og anvendes i visse karatestilarter og kung fu-systemer.
Velegnede mål inkluderer:
- Halsens mastoidmuskler, hvilket kan forårsage svimmelhed eller øjeblikkelig smerte.
- Halsvenen, hvor et velplaceret slag kan få en modstander til at miste bevidstheden.
- Struben, som er et sårbart punkt, der kan føre til midlertidig kvælning eller alvorlig skade.
- Næsen, hvor slaget kan give smerte, tårer i øjnene eller endda brud.
- Kæben, hvilket kan resultere i en forskydning af kæben eller en knockout.
- Øjnene, hvor et præcist slag kan forårsage synsforstyrrelser eller desorientering.
- Lysken, et mål for at neutralisere en modstander hurtigt.

Kant-hånden anses generelt for at være en avanceret teknik, der kræver præcis træning og hård konditionering. På grund af risikoen for skader anvendes den sjældnere i moderne kampsport, men den forbliver en del af selvforsvarssystemer og traditionelle kampformer.

#### Spydhånd
Udføres som et almindeligt slag, men med en åben hånd, hvor fingerspidserne er den primære slagflade. Spydhåndsslag kræver stor fingerstyrke og korrekt teknik for at undgå skader. Det trænes ofte ved at slå mod sand, risposer eller specialdesignede puder for at styrke fingrene.
De mest egnede mål inkluderer:
- Øjnene, hvor et præcist angreb kan forårsage øjeblikkelig desorientering eller permanent skade.
- Struben, hvilket kan føre til midlertidig kvælning eller alvorlig skade på luftrøret.
- Solar plexus, et mål der kan resultere i tab af åndedræt og midlertidig immobilisering.

Spydhånden giver en rækkeviddefordel på ca. 7-10 cm sammenlignet med traditionelle slag, hvilket kan være en fordel i kamp. Dog kræver det betydelig træning og betragtes som en avanceret teknik, der kan føre til alvorlig skade på fingrene, hvis den ikke anvendes korrekt.

### Lukket næve

#### Slag
Et slag udført med en knyttet næve, hvor knoerne er slagfladen. Slag med næven er den mest almindelige type slag i kampsport og boksning og kan udføres i forskellige variationer:
- Lige slag: Et lige fremadgående slag, ofte brugt i boksning og karate.
- Jab: Et hurtigt, afprøvende slag med forreste hånd, ofte brugt i boksning og kickboksning.[11]
- Baghåndsslag: Et slag udført med bagsiden af næven, typisk i en cirkulær bevægelse.
- Lodret slag: Et slag, hvor næven holdes i en lodret position, anvendt i visse kung fu-stilarter og karate.

#### Hammernæve
Hammernæven er et slag udført med den nederste del af en knyttet næve, hvor hånden svinges som en hammer. Det er en af de mest naturlige og sikre måder at slå på, da slagfladen er robust, og risikoen for skader på angriberens hånd er minimal.
Denne type slag beskytter knoglerne i hånden, da der ikke er kompression af knoerne eller metakarpalknoglerne. Det er velegnet til at ramme mindre målområder såsom:
- Baghovedet, hvor et slag kan forårsage bevidstløshed.
- Tindingerne, et følsomt område, der kan føre til svimmelhed eller knockout.
- Næsen, hvor slaget kan give brud eller øjeblikkelig smerte.
- Underkæben, hvilket kan føre til en knockout.
- Håndled (til blokering af slag eller afvæbning af en modstander).
- Testiklerne, et effektivt mål for selvforsvar.
- Brystbenet, hvor et slag kan forstyrre vejrtrækningen.
- Øret, hvilket kan forårsage midlertidig desorientering.

Hammernæven bruges ofte i MMA som en sikker metode til at slå uden at skade hånden. Den er især nyttig i situationer, hvor en modstander er på jorden, da den kan levere kraftige slag i en nedadgående bevægelse.

#### Fremstående kno
Nogle slag udføres med en enkelt kno fremhævet for at koncentrere kraften på et mindre område, hvilket gør dem særligt effektive mod trykpunkter. Denne teknik kræver stor præcision og hård konditionstræning. Den anvendes i traditionelle kampsportsdiscipliner såsom Kung fu, Karate og Jujutsu, og bruges primært til præcise angreb mod vitale punkter.

### Albue
Et albueslag kan udføres lineært eller cirkulært og bruges ofte på samme måde som en krog, uppercut eller overhåndsslag. Albue- og knæslag forbindes ofte med sydøstasiatiske kampsportsgrene som Pradal Serey, Muay Lao og især Muay Thai, hvor albuen er en af de mest ødelæggende nærkampsteknikker.
Albueslag har en stor fordel i kampsituationer, da de er svære at blokere effektivt og kan forårsage dybe sår, knockout eller endda brud. Der findes flere typer albueslag, herunder:
- Horisontalt albueslag (Sok Tad) – En vandret albue, der rammer modstanderens kæbe eller tinding.
- Lodret albueslag (Sok Ngad) – En opadgående albue, ofte rettet mod hagen eller næsen, hvilket kan føre til en knockout.
- Baglæns albueslag (Sok Kratong) – En albue, der svinges bagud, effektiv når en modstander er tæt på bagfra.
- Nedadgående albueslag (Sok Ti) – En albue, der svinges nedad, typisk mod tindingen, næsen eller hovedbunden.
- Roterende albueslag (Sok Klap) – En spinning-albue, som kræver præcision og timing, men er ekstremt kraftfuld.
- Flyvende albueslag (Sok Chai) – En albue, der udføres i et spring, ofte brugt i spektakulære knockouts.

Albuer bruges ikke kun i stående kamp, men også i Grappling-situationer, hvor de kan leveres tæt på kroppen, som set i MMA og BJJ (Brasiliansk Jiu-Jitsu). Da albuer kan forårsage alvorlige skader, er de ofte begrænset eller forbudt i visse kampsportsformer.
Albueslag ses også i flere traditionelle kampkunstsystemer som Silat, Kalaripayattu, Wing Chun og Krav Maga, hvor de bruges til hurtige og destruktive modangreb i selvforsvarssituationer.

### Skulder
Et skulderslag (også kaldet skulderstød) udføres med den forreste del af skulderen. Det bruges ofte i Bajiquan, kendt i Japan som Hakkyokuken, hvor skulderstød er en integreret del af kampstrategien. Skulderslaget kan anvendes i en clinch, på jorden, eller i en tæt kamp, men har sjældent knockout-kraft sammenlignet med albueslag eller næveslag.
Skulderslag bruges i flere kampsportsgrene og kampsituationer:
- I MMA anvendes skulderstød ofte i clinch for at skabe afstand eller skade modstanderens næse eller kæbe.
- I traditionel Kung fu og Tai Chi bruges skulderslag i korte afstande til at forskubbe en modstanders balance.
- I Bajiquan er skulderslag en vigtig del af eksplosive indgangsstrategier, ofte kombineret med kast og fejeteknikker.
- I gadebaseret selvforsvar, såsom Krav Maga, bruges skulderstød som en hurtig måde at slå en modstander baglæns uden at ofre balance.

Et skulderslag fungerer bedst, når det udføres med eksplosiv kraft fra benene og hofterne. Det kan anvendes i kombination med andre teknikker, såsom albuer, hovedstød eller kast. Selvom det ikke ofte fører til en knockout, er det effektivt til at skubbe en modstander væk eller skabe en åbning for yderligere angreb.
I sportsgrene som Boksning og Muay Thai er brugen af skulderslag begrænset, men i MMA har det fået øget opmærksomhed, især efter UFC-fightere som Conor McGregor har anvendt det effektivt i kampe.
Skulderstød kan også kombineres med grappling-teknikker, hvor de bruges til at manipulere modstanderens balance og forstyrre deres angrebsrytme.

## Fødder og ben
Benspark er et fysisk angreb, der udføres med fodballen, hælen, skinnebenet, knæet eller låret (sidstnævnte kaldes også et knæspark). Denne type angreb bruges ofte i hånd-til-hånd kamp, især i stående kamp. Benspark kan bruges både offensivt og defensivt og varierer i kraft, hastighed og præcision afhængigt af kampstilen. Mange spark er udviklet til at forårsage maksimal skade, mens andre er designet til at forstyrre modstanderens balance eller bevægelighed.

### Spark
Spark spiller en væsentlig rolle i mange former for kampsport, såsom Taekwondo, Karate, Kung fu, Vovinam, Kickboksning, Muay Thai, Capoeira, Silat og Kalarippayattu. De bruges ofte til at holde afstand, angribe sårbare områder eller afslutte en kombination med stor kraft. Effektive spark kræver god balance, fleksibilitet og koordination, og i nogle stilarter er spark den primære form for angreb.

#### Frontspark
Et frontspark udføres ved at løfte knæet og foden på det sparkende ben til den ønskede højde, også kendt som chambering, og derefter strække benet ud for at ramme målet. Sparket udføres typisk med fodballen, men kan også leveres med hælen for øget slagkraft. Ved at skubbe hoften frem kan man øge både rækkevidde og kraft i sparket. Afhængigt af udøverens specifikke behov kan et frontspark involvere mere eller mindre kropsbevægelse.
Frontspark sigter normalt efter mål under brystet: mave, lår, lyske, knæ eller lavere. Dog kan avancerede udøvere ramme hovedhøjde med et frontspark, især i stilarter som Taekwondo og Karate, hvor spark til hovedet er en vigtig del af kampstrategien.
Der findes flere variationer af frontspark:
- Skubbespark – Et kraftfuldt spark, hvor målet er at skubbe modstanderen væk og forstyrre deres balance.
- Piskespark – Et hurtigt, snertende spark, som bruges til at distrahere modstanderen.
- Springende frontspark – En avanceret teknik, hvor angriberen hopper og udfører et frontspark i luften for ekstra kraft og overraskelse.

#### Sidespark
Sidesparket refererer til et spark, der leveres sidelæns i forhold til udøverens krop. Der er to områder, der ofte bruges som kontaktpunkter i sidespark: hælen og yderkanten af foden. Hælen er mere velegnet til hårde mål såsom ribben, mave, kæbe, tinding og bryst. Sidespark er kendt for sin kraft og præcision og kan bruges både defensivt og offensivt.
Et sidespark udføres ved først at trække det sparkende ben diagonalt hen over kroppen (chambering) og derefter strække benet ud i en lige linje mod målet, samtidig med at mavemusklerne spændes. Dette gør sparket kraftfuldt og svært at blokere. Mange kampsportsgrene bruger sidespark til at holde en modstander på afstand eller angribe åbne mål med stor præcision.
Variationer af sidespark inkluderer:
- Lavt sidespark – Rettet mod modstanderens knæ eller lår for at hindre bevægelse.
- Højt sidespark – Anvendes mod hovedet eller brystet og kræver stor fleksibilitet.
- Springende sidespark – En avanceret teknik, hvor udøveren hopper og leverer sparket i luften for ekstra rækkevidde og kraft.

#### Cirkelspark (Roundhouse kick)
Også kendt som et rundhus spark, svingende spark eller drejende spark, er dette en af de mest anvendte spark i kampsport, da det kombinerer kraft med let udførelse. I de fleste traditionelle kampsportsgrene rammes målet med vristen, mens man i Muay Thai, Kickboksning og Mixed martial arts (MMA) rammer med skinnebenet, da dette er mere effektivt og minimerer skader på foden.
For at udføre et cirkelspark svinges benet sidelæns i en cirkulær bevægelse, hvor angriberen rammer modstanderens side med forsiden af benet – enten med vristen, fodballen, tæerne eller skinnebenet. Den store rotation i kroppen gør sparket særdeles kraftfuldt og potentielt ødelæggende, især når det udføres med korrekt teknik og momentum.
En vigtig variation er det nedadgående cirkelspark, ofte kaldet det brasilianske spark. Dette spark, som er blevet populært i moderne MMA, udføres ved at vride hoften mere udtalt, hvilket giver en nedadgående bane, der kan være svær for modstanderen at forudse.
- Illustration af et cirkelspark.
- Illustration af cirkelspark i et modangreb.
- Illustration af et højt cirkelspark med højre ben.

Andre variationer af cirkelspark inkluderer:
- Lavt cirkelspark (lårspark)– Rettet mod låret for at svække modstanderens bevægelighed.
- Midt-svingende cirkelspark – Rettet mod ribbenene og nyrene for at tvinge modstanderen til at sænke sin garde.
- Højt cirkelspark – Rettet mod hovedet med målet om at opnå en knockout.
- Springende cirkelspark – En avanceret teknik, hvor udøveren hopper og udfører sparket i luften for ekstra kraft og overraskelse.

Cirkelspark er et af de farligste og mest anvendte spark i moderne kampkunst og kampsport, da det kombinerer hastighed, kraft og præcision i én bevægelse.

### Knæ
Et knæspark (ofte blot kaldt et knæ) er et kraftfuldt angreb, hvor knæet anvendes som kontaktpunkt. Knæspark kan leveres med enten knæskallen eller området lige over for maksimal kraft og penetration. Knæspark er særligt effektive i nærkamp, da de kan leveres hurtigt og med stor styrke uden behov for meget tilløb eller rotation. De bruges ofte i Muay Thai, MMA, Kickboksning og andre kampsystemer, hvor kamp på kort afstand er en central del af strategien.
Den mest almindelige variant er det **lige knæspark**, som ofte udføres fra en clinch eller en dobbelt nakkelås. Dette angreb er rettet mod alt fra lysken til hovedet og er en af de mest effektive teknikker til at skabe afstand, forårsage skade eller afslutte en kamp.
Der findes flere varianter af knæspark:
- Buet knæspark – Minder om et svingende spark, men udført med knæet i en let cirkulær bevægelse. Dette spark kan være særligt effektivt, hvis modstanderen forsøger at blokere et lige knæspark.
- Springende eller flyvende knæspark – En eksplosiv variant, hvor angriberen hopper op i luften for at øge kraften. Det bruges ofte i Muay Thai og MMA for at opnå en knockout. En kendt anvendelse af dette spark er den berømte flyvende knæ-knockout i UFC, hvor kæmpere som Jorge Masvidal har brugt teknikken med stor succes.
- Diagonal knæspark – Et knæspark, hvor angrebet udføres i en diagonal vinkel opad og ind mod modstanderens krop eller hoved.
- Side-knæspark – Et sjældnere anvendt knæspark, hvor angriberen drejer sin krop let og rammer modstanderen fra siden med knæet.

Knæspark er ekstremt effektive på kort afstand og anses for at være blandt de mest destruktive teknikker i stående kamp. De bruges ofte i Muay Thai, hvor udøvere træner specifikt for at gøre knæspark så dødbringende som muligt. Mange knæspark, især dem der rammer leveren eller solar plexus, kan resultere i øjeblikkelig knockout eller invaliderende smerte.
I visse kampsystemer trænes knæspark også i forbindelse med forsvar mod greb og kast, hvor et hurtigt knæspark kan afbryde modstanderens angreb og skabe mulighed for en modreaktion.

### Hæl (Tramp)
Et hælspark (også kendt som et stamp eller et tramp) er en aggressiv teknik, hvor hælen af foden bruges til at slå nedad mod en modstander eller et mål. Et hælspark bruges ofte i selvforsvar og kamp, da de kan forårsage stor skade med relativt lidt energi. Et velplaceret hælspark kan øjeblikkeligt neutralisere en modstander, især hvis den rammer sårbare områder som hoved, knæ eller ankel.
Et hælspark er almindelige i selvforsvarssystemer som Krav Maga, Silat og Systema, hvor effektivitet og hurtig neutralisering af en modstander prioriteres. I mange kampsportsgrene er hælspark dog enten begrænset eller helt forbudt, da de kan forårsage alvorlige skader.
Forskellige varianter af tramper inkluderer:
- Øksehælspark – Et hælspark, der minder om et øksespark, hvor hælen rammer målet med en kraftig nedadgående bevægelse. Dette bruges ofte i forsvar mod en liggende modstander eller som et afsluttende angreb.[18]
- Bronco kick – Et særligt kraftfuldt hoppende hælspark, hvor angriberen hopper op og lander med begge hæle mod målet for maksimal skade.
- Hæltrampe (Fodtrampe) – Et hælspark udført fra en clinch, hvor angriberen træder hårdt ned på modstanderens fod for at forårsage smerte og begrænse deres bevægelse.
- Knæ-trampe – En variation, hvor angriberen tramper direkte ned på modstanderens knæ for at svække eller ødelægge deres evne til at stå.
- Ankel-trampe – En teknik, hvor hælen bruges til at træde ned på modstanderens ankel og forhindre dem i at bevæge sig hurtigt.

Tramper er ekstremt effektive i realistiske kamp- og selvforsvarssituationer, da de ikke kræver meget forberedelse og kan leveres hurtigt med stor effekt. En trampe mod en liggende modstander kan forværre skader og forhindre dem i at komme op igen, hvilket gør det til en farlig teknik i kampsport. På grund af dets destruktive natur er tramper ofte ulovlige i sportslige konkurrencer såsom MMA, selvom visse kampe i Pride FC tidligere tillod dem.
I mange traditionelle kampstile bruges tramper også som en defensiv teknik mod kast og nedtagninger, hvor de kan afbryde en modstanders forsøg på at gribe eller løfte angriberen. De er særligt nyttige i situationer, hvor modstanderen forsøger at gribe efter benet eller udføre en double-leg takedown, da en hurtig trampe kan afværge angrebet.
Selvom tramper ofte ses som brutale og ubarmhjertige teknikker, forbliver de en af de mest effektive måder at neutralisere en modstander hurtigt og effektivt i kampsituationer.

## Eksterne links
- Wikimedia Commons har flere filer relateret til Slag (stød)

### Videoeksempler
- Højdepunkter - 1988 Olympisk Guldvinder Myung Sam Jang - Eksempler på fodarbejde og sparketeknikker
- Anderson Silva - Eksempler på grundlæggende slagteknikker og kombinationer